# Premier ministre d'Albanie
Le Premier ministre d'Albanie (Kryeministër i Shqipërisë, en albanais) est le chef du gouvernement de la république d'Albanie depuis 1991. L'Albanie étant un régime parlementaire, il est le véritable détenteur du pouvoir exécutif dans le pays.

## Nomination

### Proposition
Le Premier ministre albanais est nommé par le président de la République, au début de chaque législature et chaque fois que le poste se trouve vacant.
Le chef de l'État n'est pas libre dans son choix, l'article 96 de la Constitution lui imposant de désigner la personne proposée par « le parti ou la coalition qui détient la majorité des sièges de l'Assemblée ».
Le candidat doit ensuite présenter, sous dix jours, le programme et la composition de son gouvernement aux députés, puis solliciter leur confiance.

### En cas d'échec
Si le Premier ministre nommé n'est pas investi, le président de la République en nomme un nouveau dans les dix jours. Si celui-ci échoue à son tour, l'Assemblée doit en élire un dans les dix jours qui suivent. Si elle n'y parvient pas, le chef de l'État prononce la dissolution du Parlement.

### Rejet de la confiance et vote de censure
Le Premier ministre a la faculté de poser une question de confiance à l'Assemblée. En cas d'échec, les députés doivent lui élire un successeur dans les quinze jours. S'ils n'y parviennent pas, le président de la République convoque des élections législatives anticipées.
Les députés ont aussi la possibilité de voter une motion de censure, à l'initiative d'un cinquième d'entre eux. Si la motion est approuvée, ils doivent élire un nouveau Premier ministre dans les quinze jours. En cas d'échec, l'Assemblée est dissoute par le chef de l'État.

## Compétences

### Pouvoirs propres

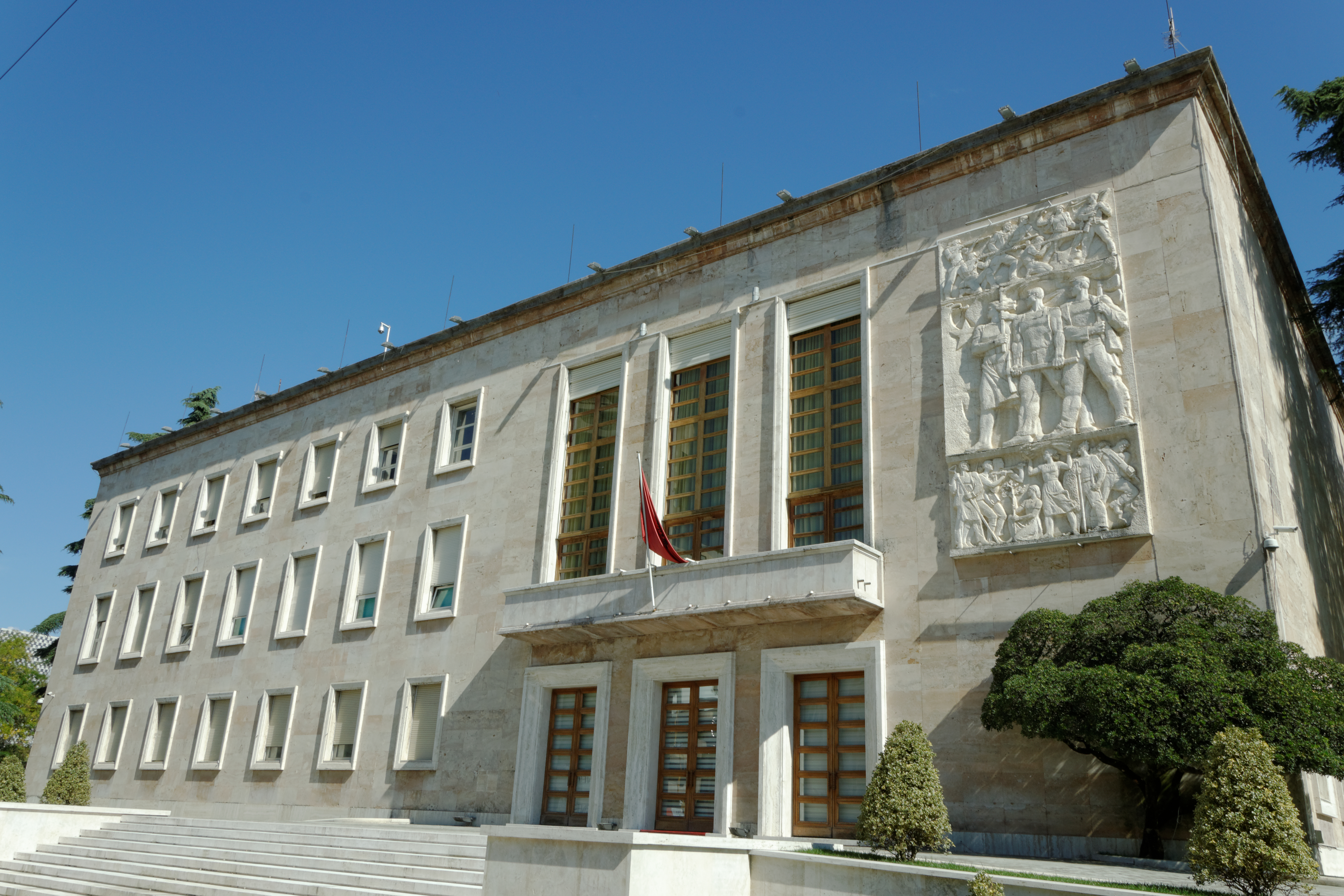
Kryeministria, résidence officielle du Premier ministre d'Albanie.

Le Premier ministre albanais préside les réunions du conseil des ministres, assurant la mise en œuvre des lois et des décisions approuvées par le gouvernement. Il délimite et présente les grandes directions de la politique générale de l'État, dont il est responsable. Responsable de la coordination et de la supervision du travail des ministres et des autres organes de l'administration publique, il est également chargé de résoudre les conflits entre les membres de l'exécutif.

### Relations avec les autres institutions
Il propose au président de la République de nommer et démettre les représentants diplomatiques, le commandant des forces armées, le chef d'État-major général, et de désigner le directeur des services de renseignement de l'État.
À sa demande, l'Assemblée peut tenir séance à huis clos ou se réunir en session extraordinaire. Il est obligé de répondre aux questions des députés, a la faculté de prendre la parole chaque fois qu'il le demande et tient les parlementaires informés de toute signature d'un engagement international qui ne nécessite pas de ratification par la loi.
Il peut déposer une requête devant la Cour constitutionnelle et répond de ses actes pénalement répréhensibles devant la Haute cour.

## Titulaires
La fonction de Premier ministre est créée, sous sa forme actuelle, avec la fin du régime communiste, en 1991. Auparavant, entre 1944 et 1991, le chef du gouvernement portait le titre de « président du Conseil des ministres » (Kryetari i Këshillit të Ministrave). Cependant, pendant la première phase de l'indépendance et sous l'occupation italienne, soit à compter de 1914, il existait déjà un « Premier ministre ».